# Scincus scincus
Scincus scincus és una espècie de sauròpsid (rèptil) de la família dels escíncids que excava caus en la sorra, i hi llisca amb tanta facilitat que pràcticament sembla que nedi en la sorra. Habita en deserts del nord d'Àfrica cap a l'est fins a Aràbia Saudita, l'Iraq i l'Iran. És insectívor, pot detectar les vibracions que produeixen els insectes en moure's per la sorra.